# Saint-Andéol-le-Château
Pour les articles homonymes, voir Saint-Andéol.
Saint-Andéol-le-Château (en arpitan : Sent-Anduér) est une ancienne commune française, située dans le département du Rhône en région Auvergne-Rhône-Alpes.
Le 1er janvier 2018, la commune fusionne avec Chassagny et Saint-Jean-de-Touslas pour donner la commune nouvelle de Beauvallon. Cette fusion transforme les trois anciennes communes en « communes déléguées »
Le village s'est construit autour d’un ancien bourg médiéval remarquablement bien conservé.
Ses habitants sont les Andéolais et les Andéolaises, et ont comme sobriquet les Tchibes.

## Géographie

### Localisation
Saint-Andéol-le-Château est un village situé à dans le département du Rhône en région Auvergne-Rhône-Alpes à 20 kilomètres au sud de Lyon, entre Givors et Mornant, chef-lieu de canton et siège de Communauté de communes du Pays mornantais (COPAMO) à laquelle elle appartient.

La latitude de Saint-Andéol-le-Château est de 45.586 degrés Nord et la longitude est de 4.697 degrés Est.

### Géographie et relief
Le village est à la porte sud des coteaux du Lyonnais, aux pieds des Monts du Lyonnais à la croisée des chemins entre Lyon, Vienne et Saint-Étienne.
Saint Andéol-le-château est situé à 328 mètres d'altitude. Les altitudes minimum et maximum sont respectivement de 189 et 363 mètres.
Le village est accroché sur un socle de granit. La grande moitié nord de la commune déléguée est située sur un plateau granitique. Le sud de la commune est beaucoup plus vallonné et se situe sur le versant nord de la vallée du Gier.
La superficie de l'ancienne commune est de 9,95 km2 soit 995 hectares.

### Hydrographie
Saint-Andéol-le-château est traversé par les Ruisseaux du Godivert et de Barny qui se jettent dans le Gier et est bordé par la rivière du Mornantet.

### Paysages
Le paysage de Saint-Andéol-le-Château est composé d'une importante dominante agricole notamment sur sa grande moitié nord correspondant au plateau granitique. Au sud du village, le paysage est beaucoup plus boisé et vallonné.
Le village est un point d'observation sur les massifs alpins, les contreforts du massif central et dispose notamment d'une vue remarquable sur le massif du Pilat et le Parc naturel régional du Pilat.

## Histoire

### La genèse du château de Saint-Andéol[4]
Le château de Saint-Andéol a pour origine une église paroissiale. La dédicace de l'église de Saint-Andéol-le-château serait directement lié au culte du martyr Andéol du Vivarais en qui se diffusait dans la région au cours du IXe siècle.
Théodore Ogier dans La France par canton dit qu'au VIIe siècle, sous le règne de Thierry III s'est installée une communauté religieuse de femmes appelée « Notre-Dame des Bois ». Bien qu'aucun élément confirmant cette hypothèse n'ait été trouvée, elle est somme toute assez probable.
La première mention écrite est datée de 984 (charte de Burchard - AD Rhône) qui énumère les possessions du chapitre Saint-Jean de Lyon qui avait le titre collectif de comtes de Lyon. Le village avait pour nom « Sanctus Andeolus », sur les actes en latin. À partir du XVIe siècle, on voit apparaître les noms de « Sainct Andiol », « Sainct Anduel » parfois complété par « en Jarez » ou « en Lyonnais ». Sous la Révolution, les noms à connotation religieuse ont tous été changés et le nom devint alors « Andéol Libre ».

### Le Moyen Âge
De 984 à la Révolution, Saint-Andéol était une seigneurie avec tous les droits de haute et basse justice. Les chanoines du chapitre Saint-Jean de Lyon seigneurs collectifs déléguaient leurs pouvoirs à un « capitaine châtelain » qui était chargé de l'administration, un notaire assurait l'enregistrement des actes. Le territoire actuel était à l'époque divisé en trois fiefs indépendants : « La Lévretière », « la Roche » et « Saint-Andéol » proprement dit.
Renaud de Forez (archevêque de Lyon) fait fortifier le bourg au XIIIe siècle.
C'était un village prospère au Moyen Âge, les vignerons, les commerçants et artisans étaient nombreux. Nous dénombrons en 1596 (terrier Loirivière – AD Rhône) 62 laboureurs, 15 artisans, 4 voituriers, 5 familles nobles, et de nombreux bourgeois de Lyon possédant des maisons et des vignes.
Dès le XVIIe siècle apparaît une importante activité artisanale liée au textile.

### La Révolution française
Au cours de la Révolution française, la commune porte provisoirement le nom de Andéol-Libre et le déclin du village s'amorce.

### Le soulèvement bonapartiste de 1817[7]

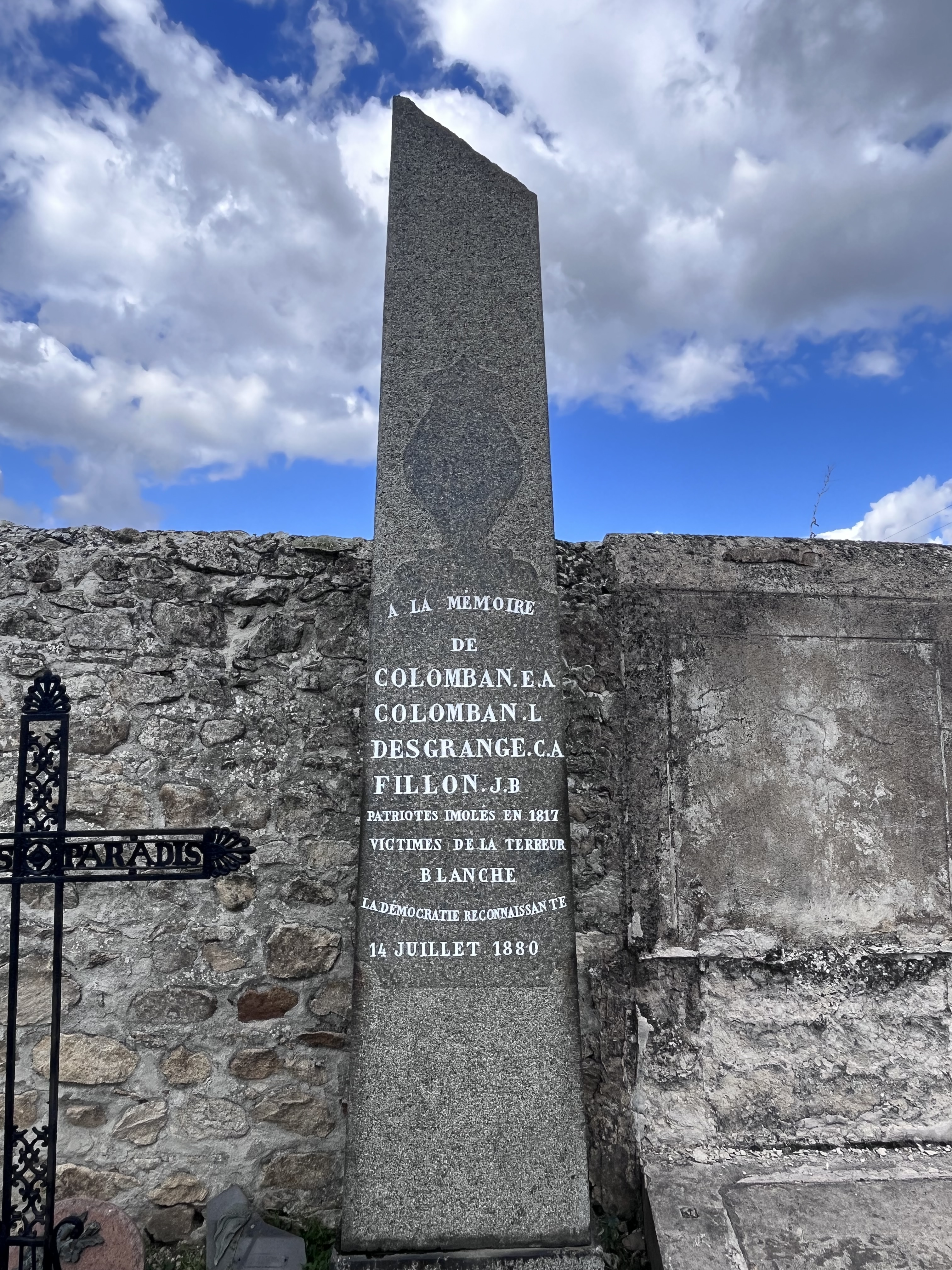
Monument à la mémoire des condamnés à mort après le soulèvement bonapartiste de 1817

En juillet 1815, après les Cent jours et le départ de Napoléon Ier, Louis XVIII s’installa sur le trône de France pour la deuxième fois.
Le retour de la royauté en France, après la Révolution et l'Empire, provoque de nombreuses tensions et troubles dans l'ouest lyonnais. Des rumeurs parvenaient aux autorités civiles et militaires concernant un prochain retour de Napoléon. De plus, le mécontentement provoqué par des difficultés économiques (hausse du prix du blé) vint intensifier le climat d’instabilité engendré par la situation politique. En juin 1817, plusieurs soulèvement eurent lieu dans plusieurs communes de l'ouest lyonnais. À Saint-Andéol-le-Château, un soulèvement eu lieu le lundi 9 juin 1817 et mené par une soixantaine d'hommes qui n'ont pu être empêchés par le maire et ses adjoints. Le soulèvement se fit entendre par les insurgés menés par Aimée Barret. Ils s’opposèrent à la garde nationale située aux alentours du bourg. L’un d’eux E. A. Colomban fut tué le 12 juin en tentant de s’échapper, les autres ont été pendus le 1er juillet. Deux peines de déportation et huit peines d’emprisonnement sont prononcées. Le village sera occupé par 138 hommes, 23 sous-officiers jusqu’au 11 juillet 1817. Un monument fut érigé au cimetière du village en mémoire de E. A. Colomban, C. A. Desgranges, J. B. Fillon, L. Colomban, les quatre habitants du village tués ou condamnés à mort après le soulèvement. Ce monument aux morts représente la mémoire républicaine du village et a été inauguré le 18 juillet 1880 après un banquet de 130 « républicains » avec fanfare et chorale.

### Époque contemporaine
Le déclin s'amplifie à la fin du XIXe siècle avec la grande crise du vignoble pour atteindre son niveau le plus bas au milieu du XXe siècle. Pendant cette période, les emplois industriels de Givors ont permis le maintien d'un minimum de vie et la perte de population a été compensée par une forte immigration italienne, espagnole, portugaise et enfin citadine.
En 2001 la commune fait l'acquisition de la propriété Souchon-Neuvesel (Groupe BSN/Danone) et y transfère sa mairie. Cet achat dynamise l'activité économique de la commune, de nombreuses entreprises et services s'installent dans les locaux et un parc de 14 hectares est aménagé au cœur du village.

### Grandes dates
- VIIe siècle : Installation de la communauté « Notre-Dame-des-Bois »
- vers le Xe siècle : Construction du transept de l'église actuelle
- fin XIIe siècle : Fortification du bourg par Renaud de Forez (archevêque de Lyon)
- 1327 : Guerre entre le seigneur de Riverie et les comtes de Lyon (siège de Saint-Andéol)
- 1590 : Siège du village pendant les guerres de religion
- 1814 : Occupation du village par les troupes autrichiennes après la défaite de Napoléon
- 1817 : Soulèvement républicain/bonapartiste contre Louis XVIII
- 1884 : Installation de la famille Neuvesel
- 1931 : Décès de Eugène Souchon fondateur de groupe BSN
- 1995 : Tuerie de Saint-Andéol
- 2001 : Achat de la propriété Souchon-Neuvesel pour y installer la mairie et aménager le parc.

## Politique et administration
| Période                                  | Période | Identité      | Étiquette | Qualité |
| ---------------------------------------- | ------- | ------------- | --------- | ------- |
|                                          |         | Jean Ballay   |           |         |
|                                          | 1975    | Mr. Vidon     |           |         |
| 1975                                     | 1998    | Simon Boiron  |           |         |
| 1998                                     | 2013    | Gérard Faurat |           |         |
| 2013                                     | 2018    | Yves Gougne   |           |         |
| Les données manquantes sont à compléter. |         |               |           |         |

| Période                                  | Période | Identité        | Étiquette | Qualité |
| ---------------------------------------- | ------- | --------------- | --------- | ------- |
| 2018                                     | 2026    | Michèle Brottet |           |         |
| Les données manquantes sont à compléter. |         |                 |           |         |

## Démographie
L'évolution du nombre d'habitants est connue à travers les recensements de la population effectués dans la commune depuis 1793. Pour les communes de moins de 10 000 habitants, une enquête de recensement portant sur toute la population est réalisée tous les cinq ans, les populations de référence des années intermédiaires étant quant à elles estimées par interpolation ou extrapolation. Pour la commune, le premier recensement exhaustif entrant dans le cadre du nouveau dispositif a été réalisé en 2008.

En 2015, la commune comptait 1 734 habitants, en évolution de +11,08 % par rapport à 2009 (Rhône : +3,93 %, France hors Mayotte : +2,11 %).
| 1793 | 1800 | 1806 | 1821 | 1831 | 1836 | 1841 | 1846 | 1851 |
| ---- | ---- | ---- | ---- | ---- | ---- | ---- | ---- | ---- |
| 630  | 536  | 600  | 750  | 670  | 735  | 709  | 711  | 755  |

| 1856 | 1861 | 1866 | 1872 | 1876 | 1881 | 1886 | 1891 | 1896 |
| ---- | ---- | ---- | ---- | ---- | ---- | ---- | ---- | ---- |
| 728  | 750  | 699  | 672  | 657  | 653  | 621  | 557  | 566  |

| 1901 | 1906 | 1911 | 1921 | 1926 | 1931 | 1936 | 1946 | 1954 |
| ---- | ---- | ---- | ---- | ---- | ---- | ---- | ---- | ---- |
| 582  | 585  | 561  | 466  | 440  | 533  | 463  | 403  | 482  |

| 1962 | 1968 | 1975 | 1982 | 1990  | 1999  | 2006  | 2008  | 2013  |
| ---- | ---- | ---- | ---- | ----- | ----- | ----- | ----- | ----- |
| 537  | 677  | 840  | 937  | 1 158 | 1 379 | 1 516 | 1 555 | 1 698 |

| 2015  | - | - | - | - | - | - | - | - |
| ----- | - | - | - | - | - | - | - | - |
| 1 734 | - | - | - | - | - | - | - | - |

En 1596, la population se compose de 120 chefs de famille propriétaires soit avec 4 personnes par famille : 480 habitants. Si l'on ajoute un serviteur employé en moyenne : 600 habitants.
- 4 habitants étaient qualifiés de nobles (attention à la signification) mais au moins 2 (Lalliment — Lallement et choul-chol) sont des familles nobles de la région. Cela ne signifie pas qu'ils habitaient le village mais ils y avaient des possessions.
- 10 honorables personnes — activités de robe
- 15 honnêtes personnes — commerçants aisés
- 20 artisans
- 62 laboureurs (possèdent un attelage ou des terres — aisés) - vignerons

Il a été dénombré plus de 20 pressoirs dans le village au début du siècle dernier

## Vie économique
La chapellerie : bâtiment industriel de la fin du XIXe siècle qui fabriquait essentiellement du feutre pour chapeaux. C'est la marque d'industrialisation d'une activité qui auparavant était réalisée par des ouvriers à façon dans le village. Son activité a cessé en 1939.
Les carrières : sur les 3 sites importants d'exploitation de la commune, il ne reste que la carrière de Barny encore en activité. Il est possible de la voir en suivant le chemin de randonnée de Barny. Celles de Flaches et du Molard sont abandonnées.
La soierie : de nombreux petits ateliers de soierie se sont installés dans les campagnes pour y trouver une main d'œuvre facile et bon marché. Comme dans tout le Lyonnais, cette diffusion a redonné un peu de dynamisme à la région au XIXe siècle mais en la rendant très dépendante de la bonne santé économique.
La vigne : l'activité principale du Lyonnais pendant tout le Moyen Âge. La vigne est attestée dans les tout  premiers documents d'archive concernant le village.

## Culture locale et patrimoine

### Lieux et monuments

#### Place Nicolas-Paradis

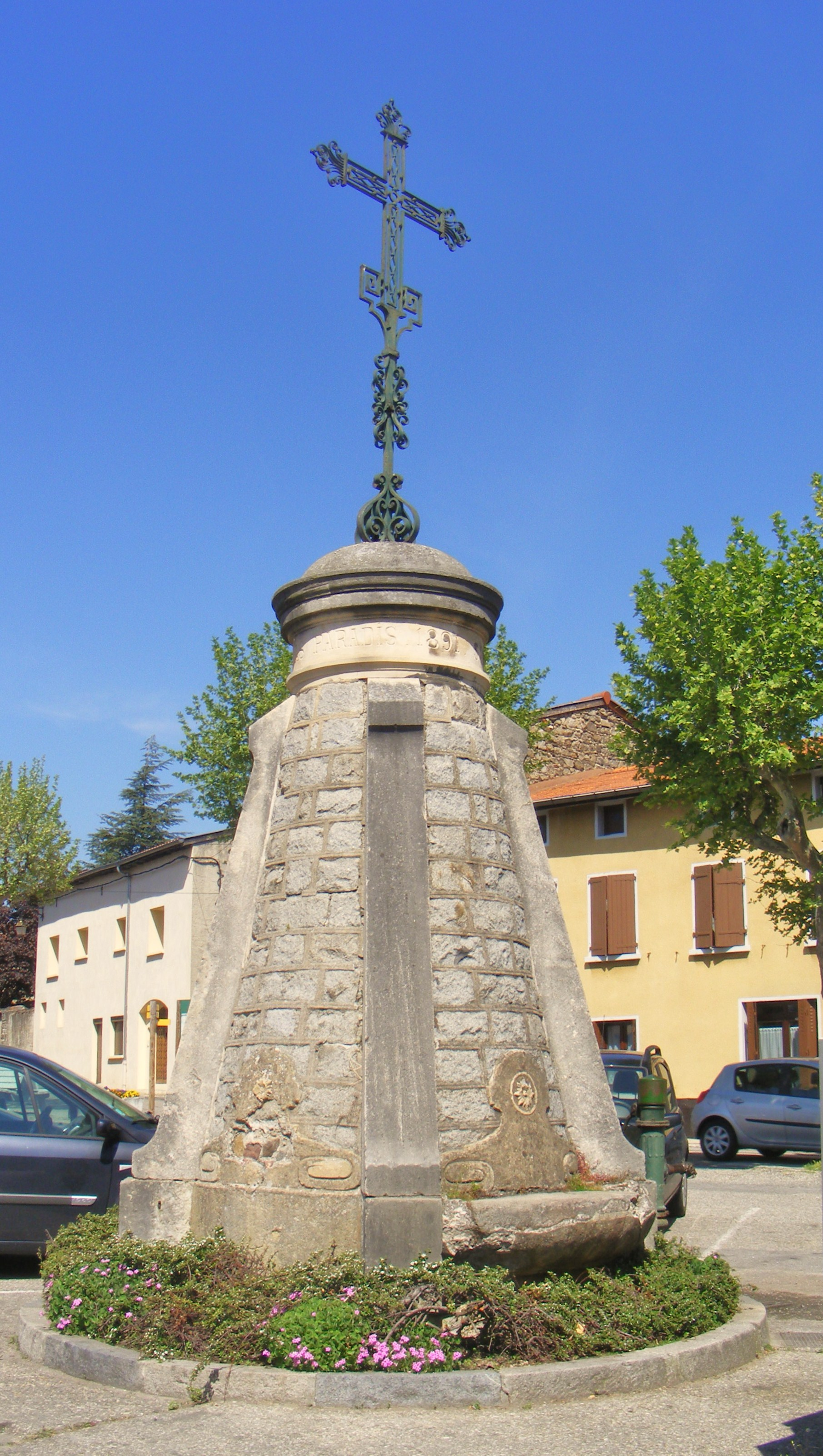
Monument place Nicolas Paradis

Monument de 1891. Nicolas paradis était un notable du village pendant la Révolution. Il légua une rente à la commune pour la création d'une école « chrétienne de garçons » en 1843.

#### Entrée du parc Souchon
La porte de Ouest dont il ne reste aucune trace existe encore sur le plan terrier de 1775. Les bâtiments ont été démolis au XVIIIe, XIXe et en 2003.
Il subsiste sous la rue Centrale des vestiges du pont qui enjambait les fossés (en face de la rue des Écoles) ainsi que des caves voûtées sous la rampe de la poste.

#### La maison de la prébende avec l'échauguette
Cette maison était celle du prébendier de Saint-Andéol (un ecclésiastique qui bénéficiait des rentes des biens de l'église et avait la charge de la paroisse). Il était désigné par le seigneur du lieu ou par le patron d'une chapelle. Nous connaissons trois prébendes (celle de la paroisse principale Saint-Andéol, celle de la Flachat et celle de la Sainte-Trinité).
Dans la courette, il reste le puits et les fenêtres à meneaux, les encadrements moulurés au style de construction typique du Lyonnais du XVe-XVIe siècle.

#### La maison à la galerie
Une maison avec cette galerie typique de l'architecture du Lyonnais mais rare à Saint-Andéol.
Dans la cour, ce qui est maintenant la bibliothèque est une ancienne salle de classe construite au XIXe siècle. Sa charpente est remarquable.

#### La rue Centrale
Les maisons aux façades anciennes et les passages « traboules ».
De nombreuses maisons du centre bourg présentent au-dessus des portes des écussons dont l'origine n'est pas connue.

#### La porte Barre
Les fortifications ont été construites au début du XIIe siècle par Renaud du Forez. L'entrée du village se faisait par cette porte. Les fossés étaient sous la route de Mornant, la rue des Écoles, dans le parc Souchon et la rue Centrale n'était pas encore ouverte sur la place de la Pèse.
Saint-Andéol à l'époque était situé sur les terres du royaume de France mais Lyon appartenait au royaume burgonde. Le chapitre de Lyon (vassal des seigneurs Burgonde) était seigneur de Saint-Andéol avec comme voisin le comté du Forez (vassal du roi de France). Les territoires étaient fortement imbriqués, ce qui provoqua de nombreux litiges :
Au XIIe, le seigneur de Riverie/Dargoire tente de prendre le village de Saint-Andéol sans y parvenir.
Nous trouvons encore aux archives départementales plusieurs actes de transaction.
Les fortifications n'ont pas souvent servi. Peut-être pour les tard-venus vers 1367 qui ont sévi dans la région ainsi que pour les guerres de religion mais les autorités du village ont négocié l'abandon du siège contre 500 écus.

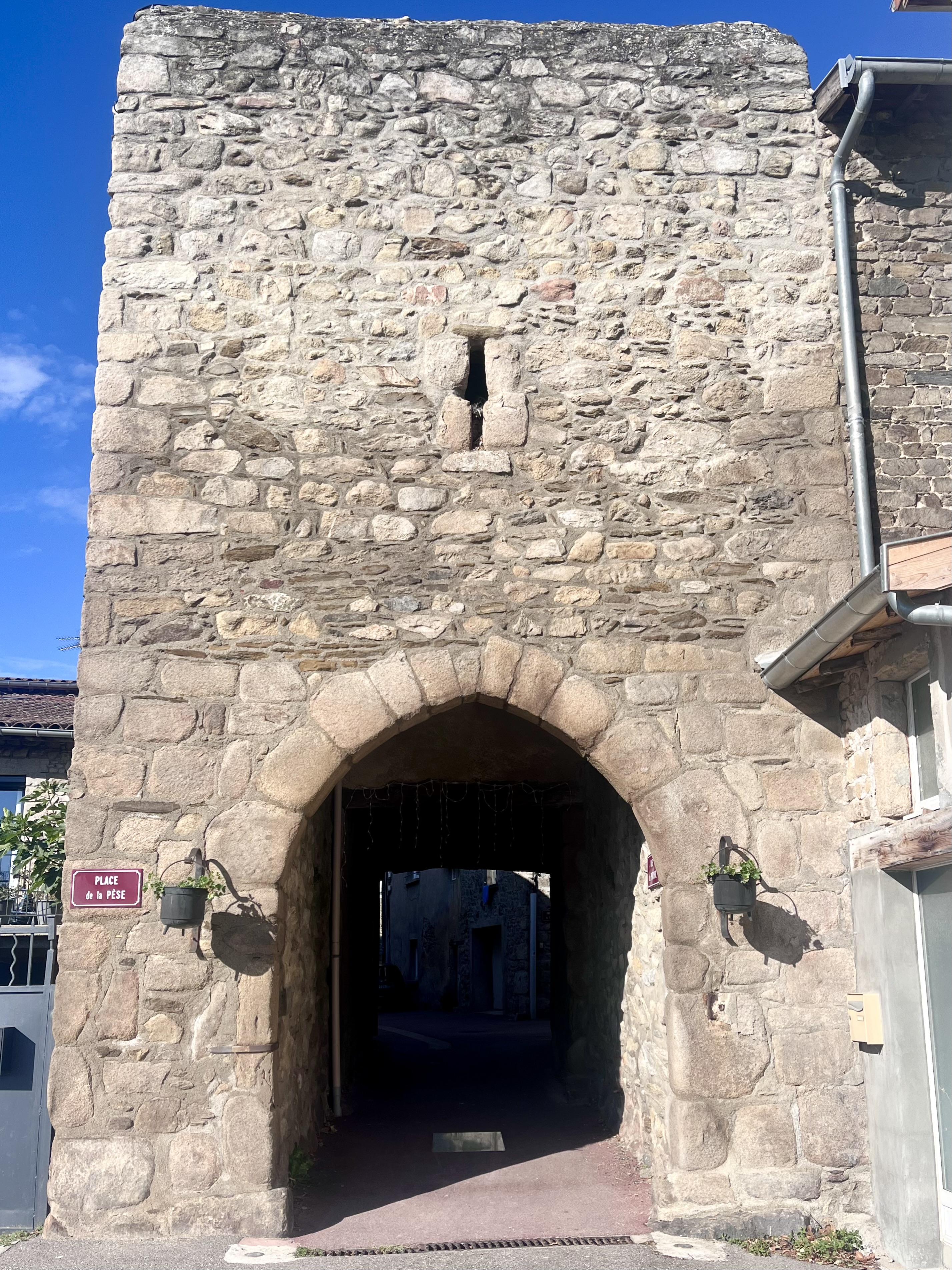
Porte fortifiée de la Barre
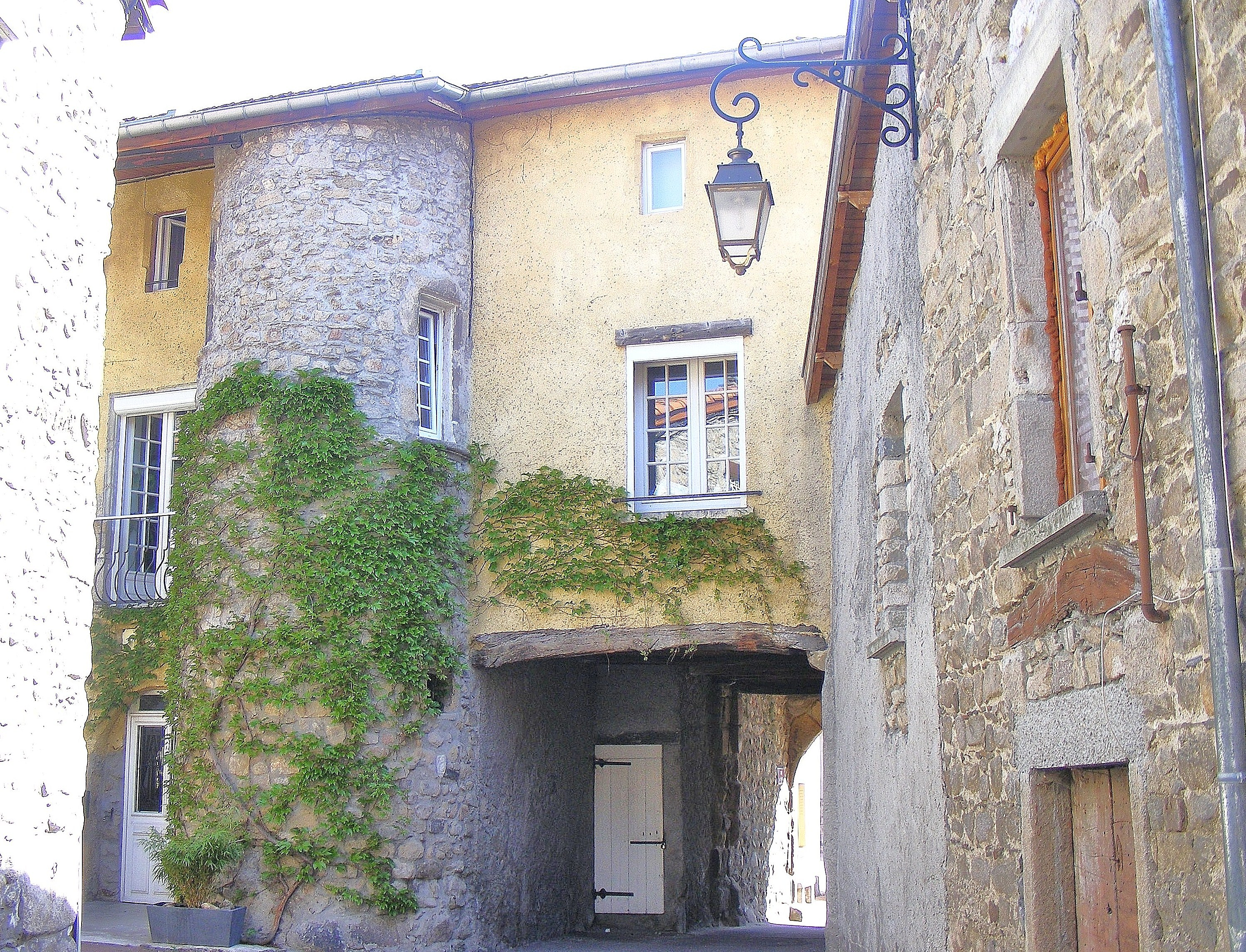
Vue arrière de la porte

#### L'impasse du Carre
La tour avec l'escalier en colimaçon, les colonnes et les maisons hautes aux façades étroites et les portes.

#### La place derrière l'église
S'y troue la croix de Mission en fonte avec ses décors de la passion du Christ (probablement du XVIIIe ou XIXe siècle).
La rue Alphonse Mathevet, curé du village de 1919 à 1952.
Le bourg n'a pas changé depuis le XIVe siècle (terrier Simonet de 1350), il a conservé sa structure centrée sur l'église et ouverte sur les fossés.

#### La traboule
Une traboule a été aménagée en 2006 pour rejoindre la rue des Écoles (anciens fossés). Elle permet de vérifier la structure du village. La porte au milieu du passage est probablement un vestige de l'enceinte.

#### Place de l'église
C'est le déplacement du cimetière (XVIIe siècle) et la démolition du presbytère (XIXe siècle) qui ont ouvert la place. Sur les murs, nous voyons encore des traces d'écussons et à l'angle d'un mur une figurine probablement retirée de l'église vers 1733.

#### L'église
La nef a été reconstruite et agrandie en 1842.
Le chœur de style gothique date du XVIe siècle.
Le transept de style roman date probablement du Xe siècle ou XIe siècle.
Le clocher a été rehaussé en 1890.
À noter, la Croix des Pèlerins qui marquait le chemin de Saint-Jacques-de-Compostelle au carrefour de la Lèvretière.
Saint-Andéol a eu son pèlerin au XVIIIe siècle en effet Pierre Rivoire né à Balmondon est parti sur les chemins en 1731 vers Compostelle puis Rome. Des certificats retrouvés par un de ses descendants ont permis de suivre très précisément sa trace.

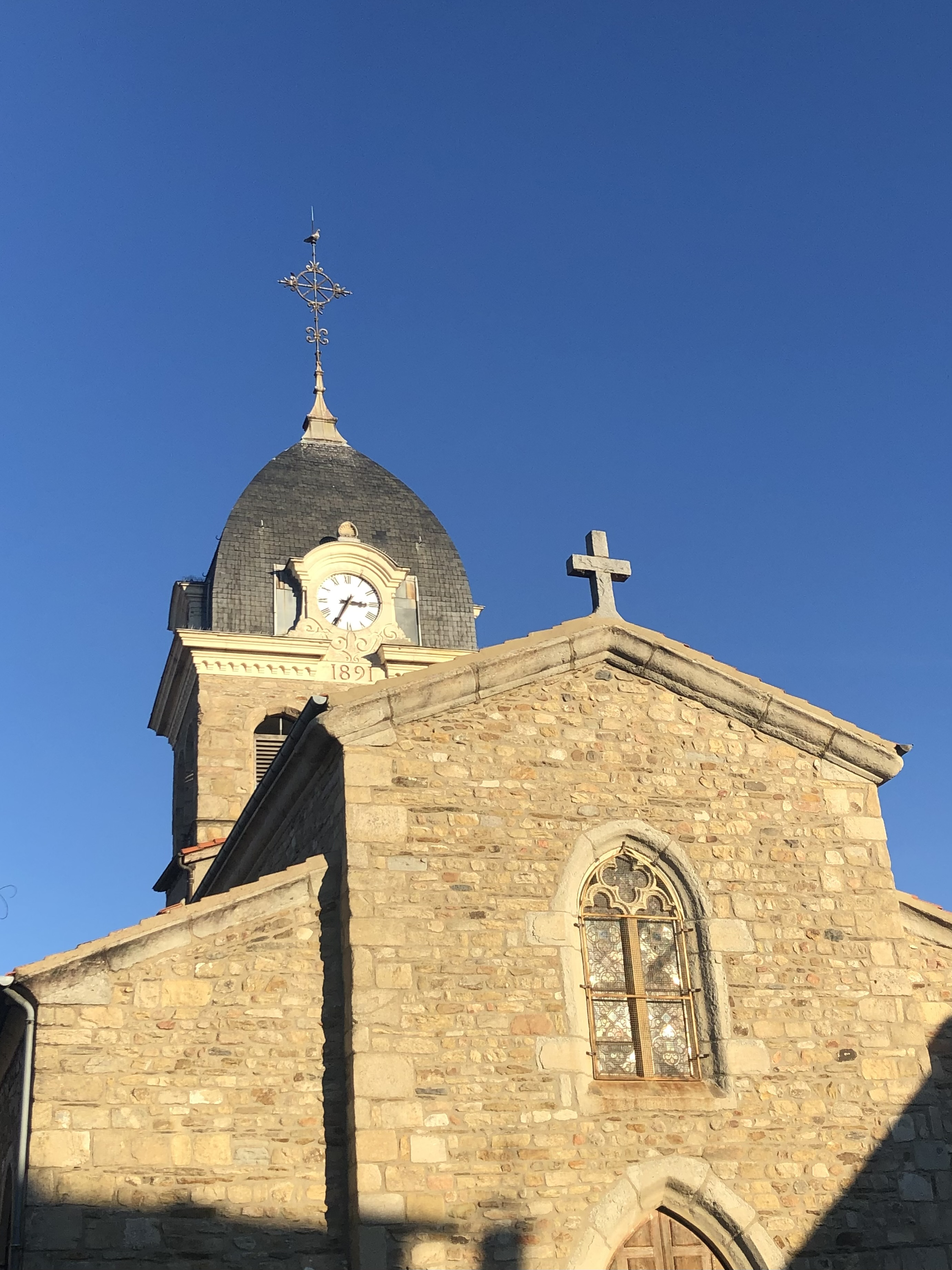
Église de Saint-Andéol-le-château
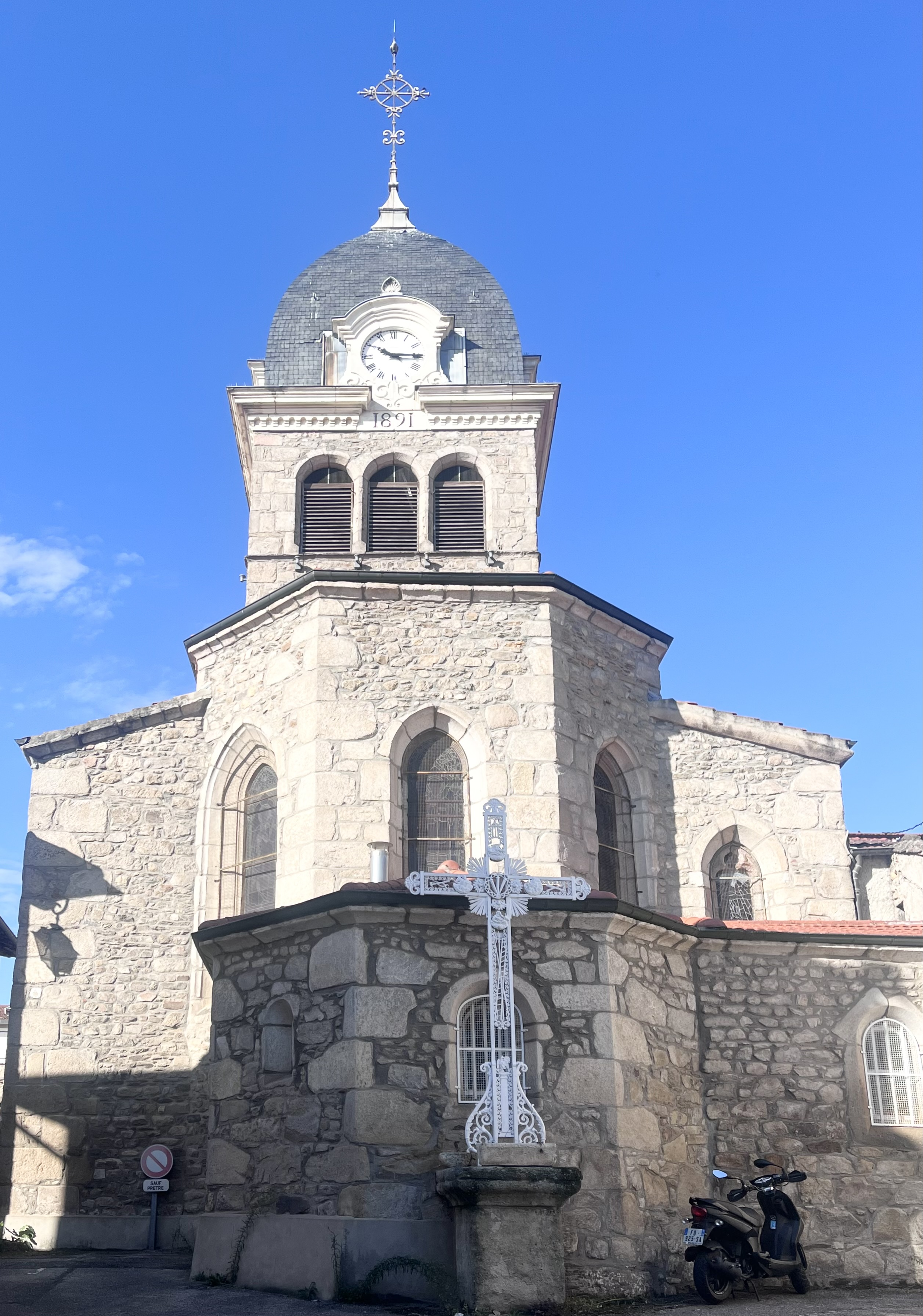
Vue arrière de l'église de Saint Andéol le château

#### Le château
Probablement le bâtiment le plus ancien et attenant à l'église, c'était le lieu d'activité du capitaine châtelain de son lieutenant et du procureur d'office, qui représentaient les seigneurs. S'y trouvaient aussi les prisons et les pressoirs des comtes.

#### La mairie et le clos Souchon
Le Clos Souchon est un bâtiment reconstruit par la famille Souchon Neuvesel s'appuie sur les maisons anciennes dont on voit encore les façades dans la rue centrale. Le corps principal (mairie actuelle) est antérieur à 1905, les décors intérieurs proposent des ouvrages exceptionnels de boiserie, mosaïque et surtout de décors muraux signés Louis Bardey.

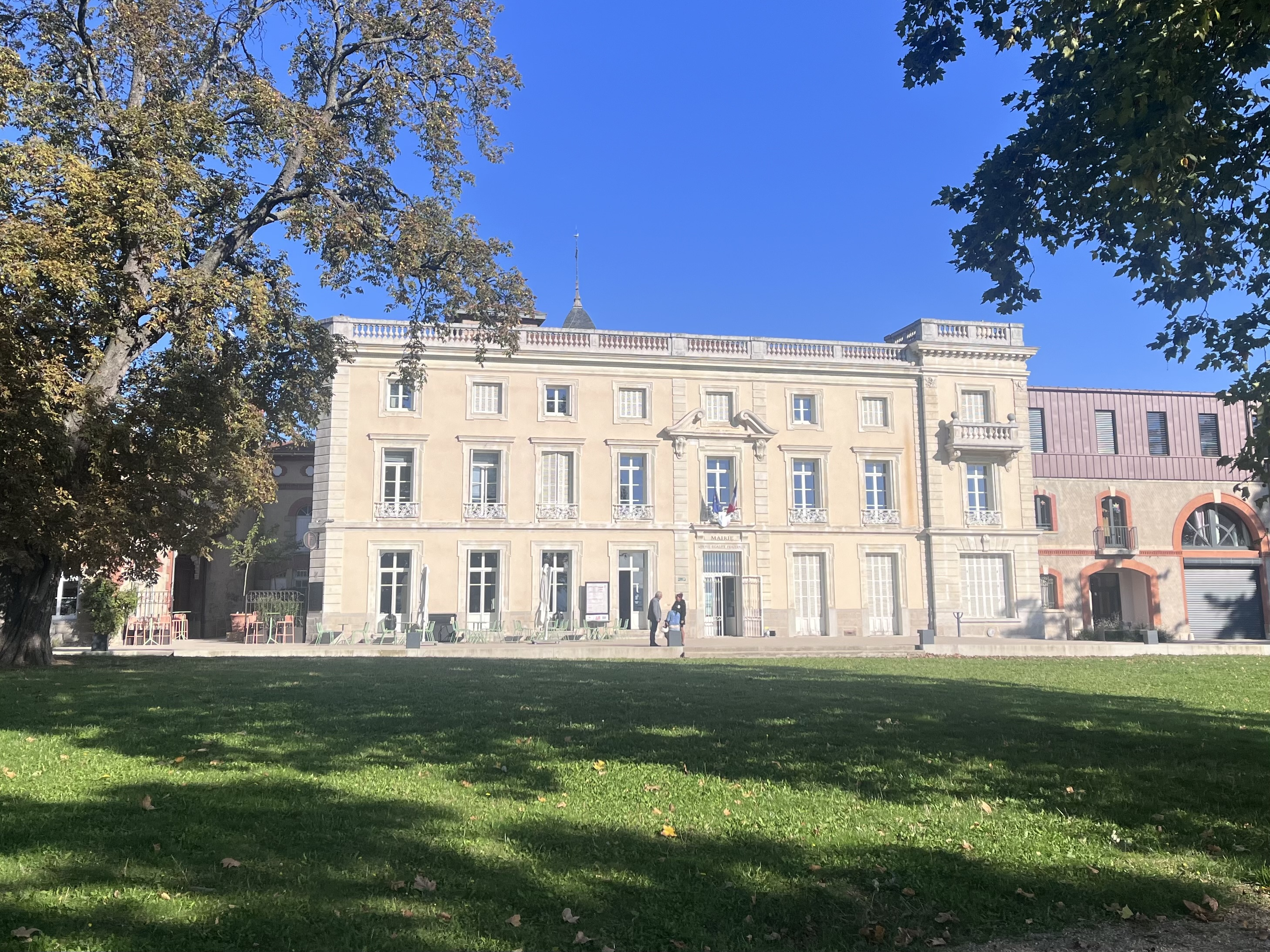
Mairie
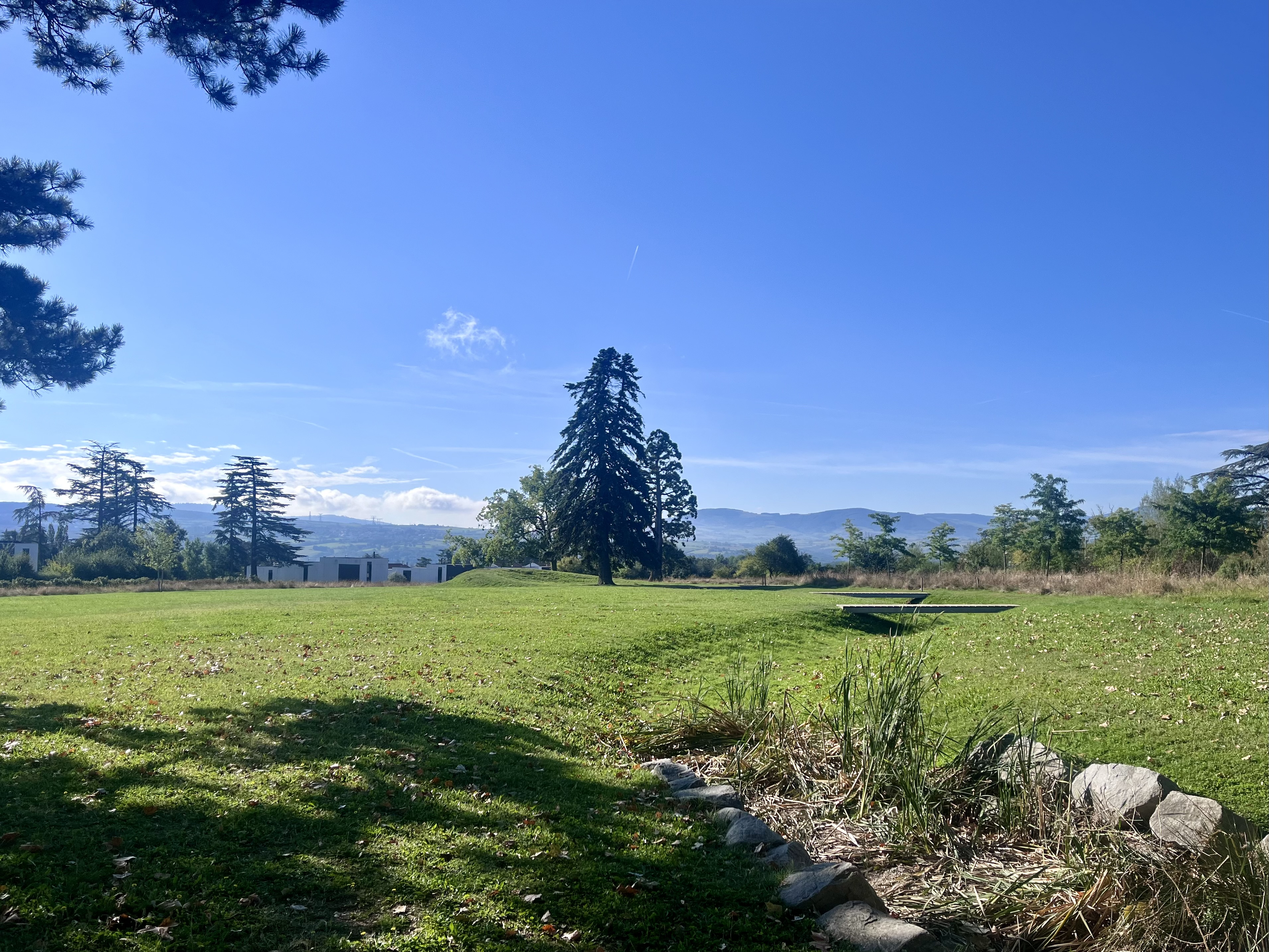
Le clos Souchon avec la vue sur le massif du Pilat
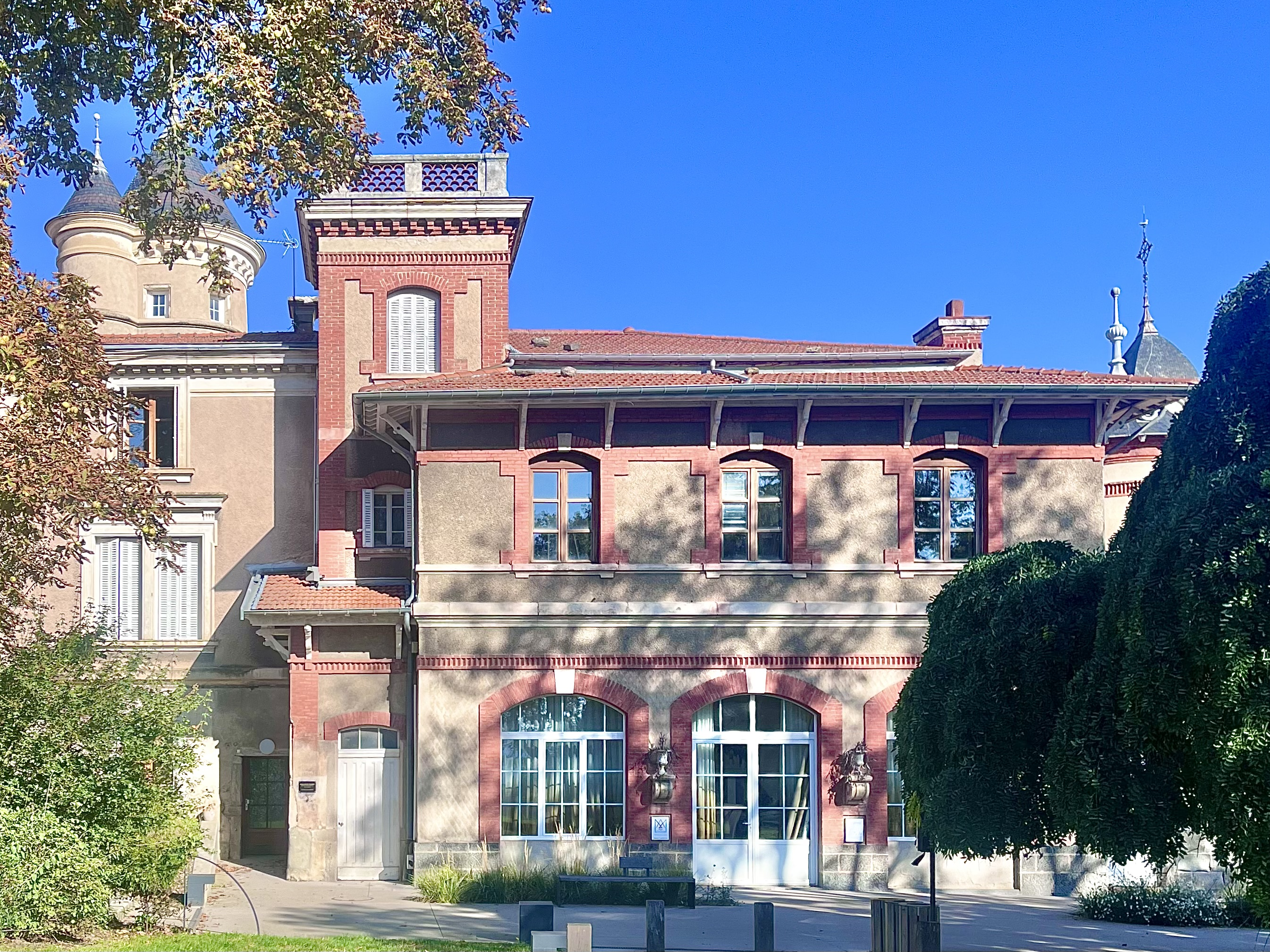
Orangerie
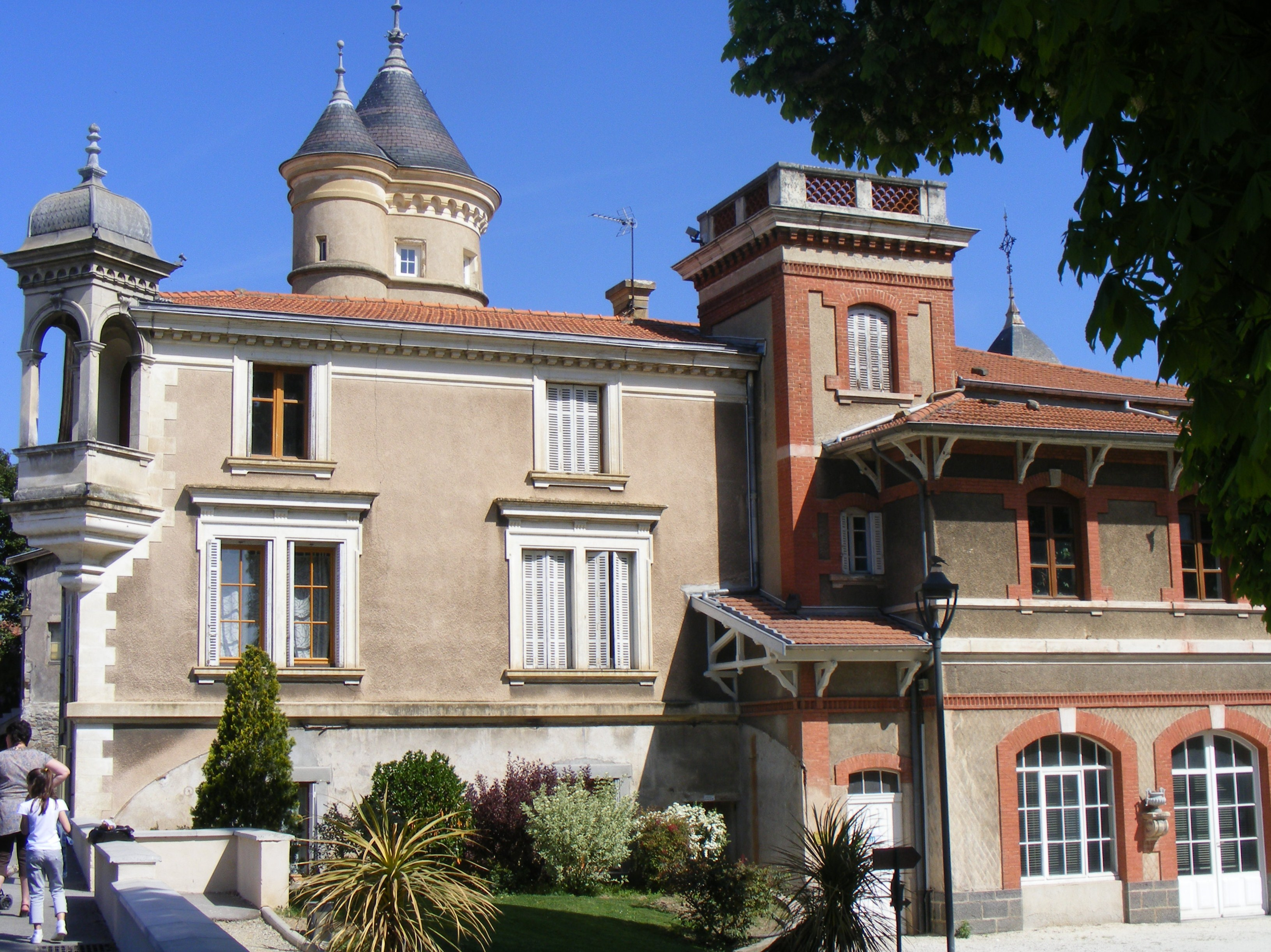
Orangerie et entrée du clos
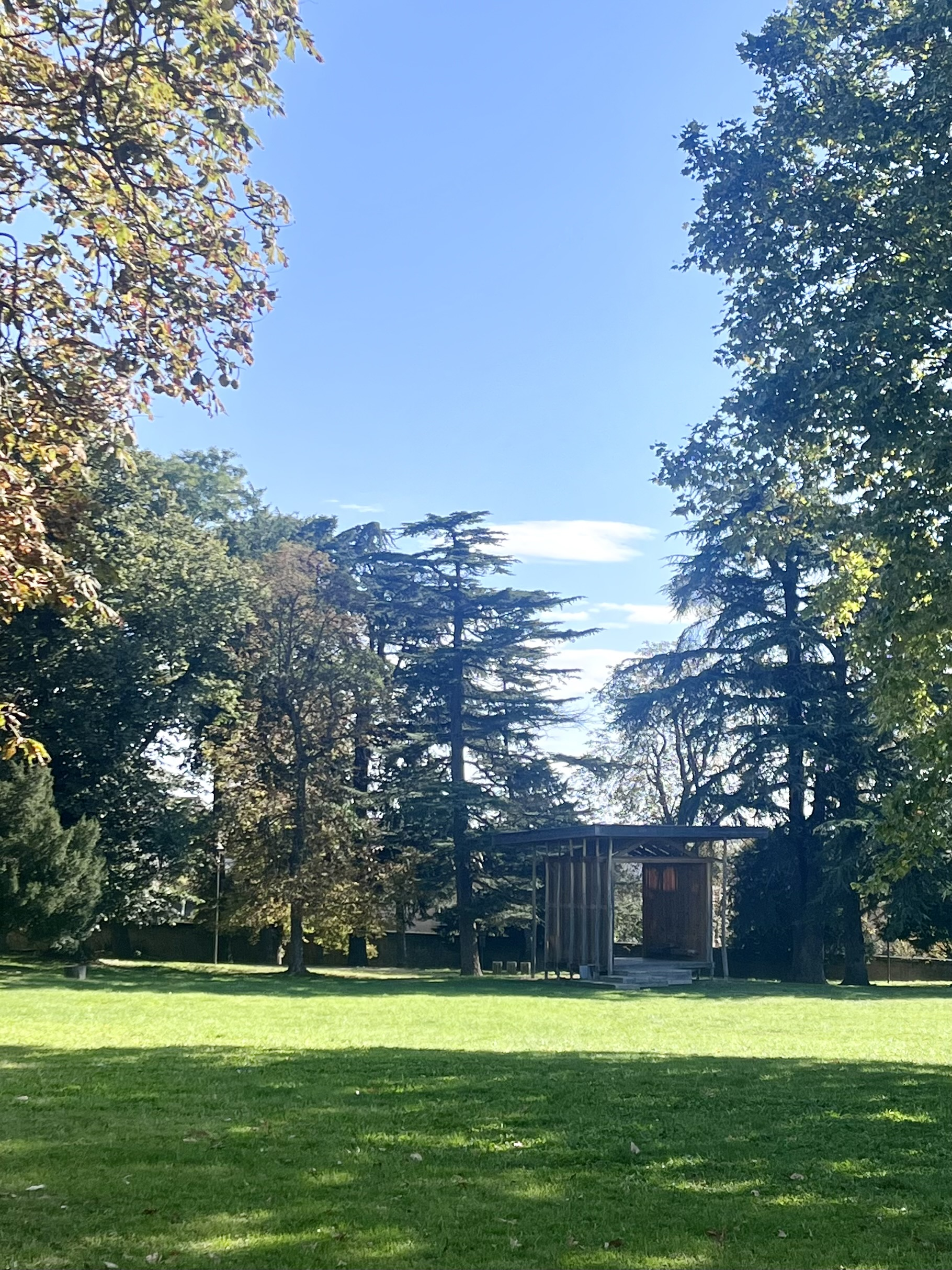
Le clos Souchon et son kiosque

#### Les croix
Les croix de chemin jalonnent un circuit qui permet de suivre toutes les croix de chemins dont les plus remarquables sont à la Côte de Gier (1674), au Molard (1571) à la Lèvretière (socle probablement du XVIe siècle) et surtout la croix des pèlerins de l'église (1540).

#### Monument aux victimes du soulèvement de 1817

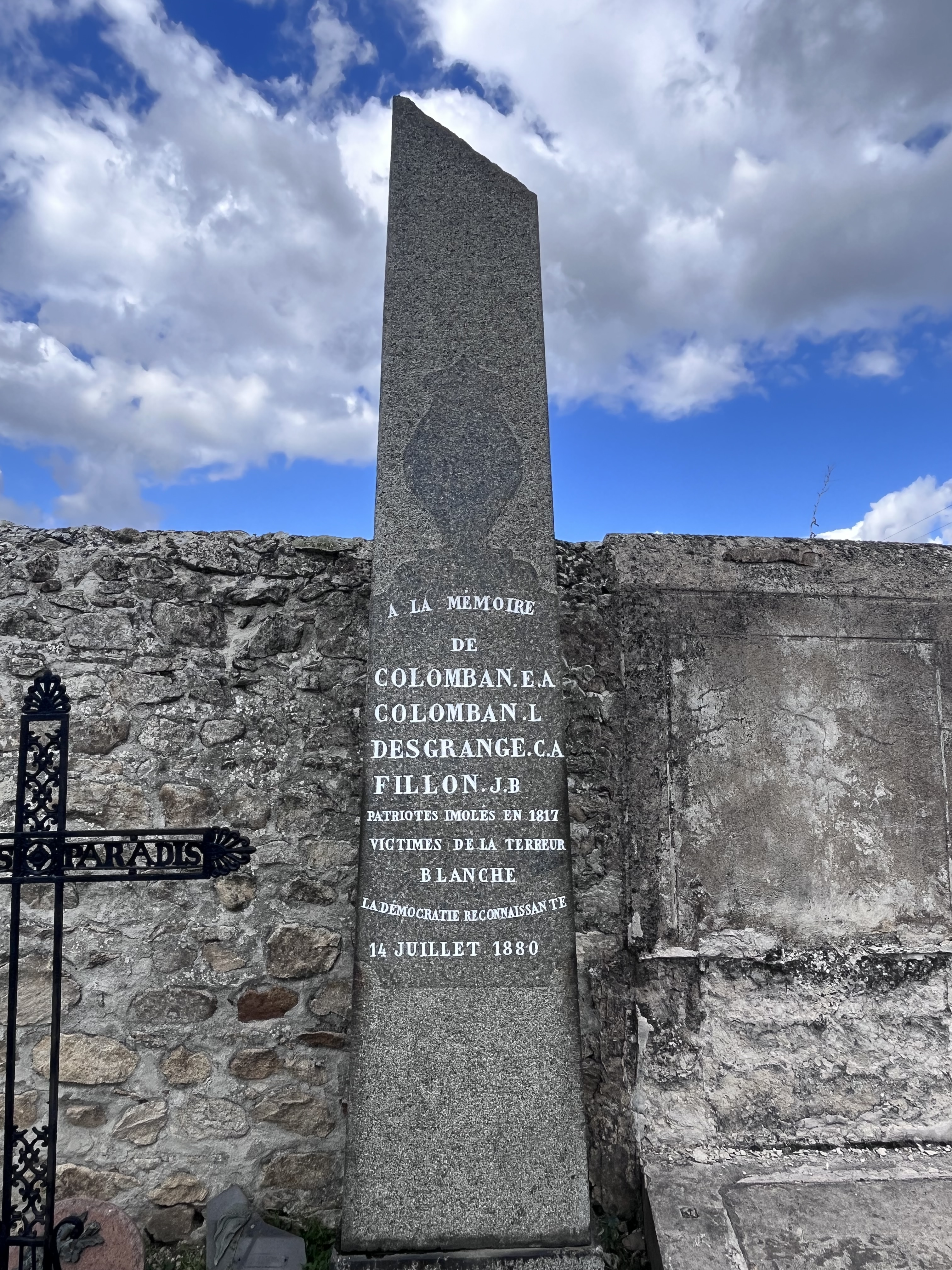
Monument à la mémoire des condamnés à mort après le soulèvement bonapartiste de 1817

Le monument aux victimes du soulèvement de 1817 au cimetière. Il marque la commémoration des événements, il a été érigé en 1880. Il porte les noms des quatre Andéolais tués ou exécutés lors de ce soulèvement républicain ou bonapartiste. Un des plus tragiques évènements qui se sont déroulés dans le village, qui fit grand bruit à l'époque et fut très vite oublié.

#### Le Pont-Rompu
Partagé avec Mornant, il est probablement d'origine antique car situé sur une voie que certains historiens considèrent comme étant l'ancienne voie de Lyon au Languedoc et qui fut aussi un des chemins du pèlerinage de Compostelle.

#### La Roche, la Lèvretière et Manevieux
La Roche et la Lèvretière sont deux fermes fortifiées qui furent des fiefs sous l'ancien régime.
Manevieux est l'une des plus anciennes seigneuries de la région qui, bien que n'étant pas située sur le territoire de la paroisse, a eu beaucoup de liens avec Saint-Andéol car les propriétés de la Roche et de Manevieux étaient souvent associées.

### Patrimoine culturel

#### Gravure de 1774
En 1774, le dessinateur lyonnais Jean-Jacques de Boissieu réalise une gravure représentant un vieillard en train de prier au pied d'une croix et du château de Saint-Andéol-le-Château. Parmi d'autres, la Bibliothèque municipale de Lyon, le Metropolitan Museum of Art de New York et la National Gallery of Art de Washington en possèdent un exemplaire.

### Personnalités liées à la commune
- Jacques Bourg de la Faverges (21 février 1651 - 5 mars 1731), nommé deux fois échevin de Lyon, né à Saint-Andéol ;
- Pierre Rivoire (1702 - 1742), pèlerin de Compostelle né à Balmondon dont on a retrouvé les certificats et certains objets du voyage[16] ;
- Eugène Souchon (28 juin 1872 - 2 janvier 1931), fondateur du groupe BSN (Boussois Souchon Neuvesel) devenu groupe Danone ;
- Bruyzet de Mannevieux, famille d'imprimeurs lyonnais ;
- Allemand, famille ancienne ayant possédé les seigneuries de la Roche et de la Lèvretière ;
- Symphorien Champier (médecin et humaniste du XVIe siècle) originaire de Saint-Symphorien-sur-Coise ;
- Seigneurs mensionnaires, membres du chapitre à qui était affectée la seigneurie de Saint-Andéol ;
- Éric Bruyas, meurtrier français condamné à la réclusion criminelle à perpétuité pour l'assassinat de la famille Bébien[17] : Tuerie de Saint Andeol.

### Héraldique
| Armes | Les armes de Saint-Andéol-le-Château se blasonnent ainsi : Parti de gueules et de sinople à la tour d'argent ouverte et maçonnée de sable, brochant sur la partition. |